# Biskupská genealogie

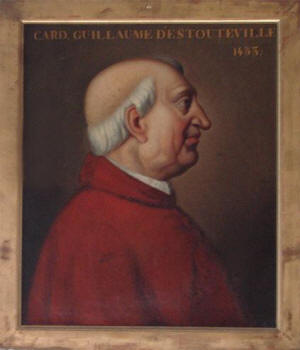
Kardinál Guillaume d'Estouteville, zakladatel nejstarší písemně doložitelné linie s žijícími příslušníky.

Biskupská genealogie je historiografická disciplína v církvi, která se zabývá rekonstrukcí a vyhledáváním původu v rodové linii a poutem mezi světitelem a svěcencem při udílení svátosti biskupského svěcení.
Základem této disciplíny je nauka o  apoštolské posloupnosti, která potvrzuje předání autority a moci od apoštolů na jejich nástupce biskupy prostřednictvím obřadu svěcení. Při udílení svěcení vzniká mezi světitelem a svěcencem hierarchické pouto analogické k poutu mezi otcem a synem.

## Biskupské linie

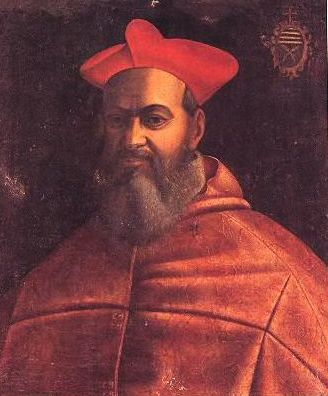
Portrét kardinála Scipioneho Rebiby (1504–1577).

Termín biskupská genealogie se vztahuje na úplný seznam světitelů s datem svěcení (často uváděným v závorce za jménem), anebo označuje genealogický strom, který ukazuje vztah mezi svěcencem a světitelem. Pro každého biskupa na seznamu je předchůdcem jeho světitel, zatímco následovníkem je biskup, kterého vysvětil. Takto je to uspořádáno až do konce seznamu. Tento genealogický strom ukazuje předávání linie světitelů spolu s apoštolskou mocí a autoritou. Ačkoliv jsou při obřadu svěcení tři světitelé, genealogie se přebírá od hlavního světitele a nikoliv od spolusvětitelů.
| „                                                                        | Pokud by byly k dispozici všechny historické dokumenty, mohli bychom zrekonstruovat biskupskou genealogii každého biskupa. Je to možné pro určitou časovou periodu, tj. do doby kdy jsme schopni najít v našich archivech související dokumenty. … A tak do biskupa k biskupovi bychom mohli sestoupit zpět staletími až se nakonec znovuspojit s počátky Církve. | “ |
| — kardinál Angelo Sodano, homilie při svěcení Mons. Dominiqua Mambertiho | |   |

Biskupská genealogie má své kořeny již ve raném středověku, kdy se poukazovalo na genealogické předchůdce biskupa pro podtržení apoštolské posloupnosti a duchovního pouta. Biskupská genealogie by měla jít vysledovat až k apoštolům do prvního století, avšak archivní prameny končí v 15. století. Po Tridentském koncilu (1545–1563) je dokumentace díky farním matrikám mnohem přesnější.

### Genealogické linie latinské církve

#### Linie s žijícími preláty

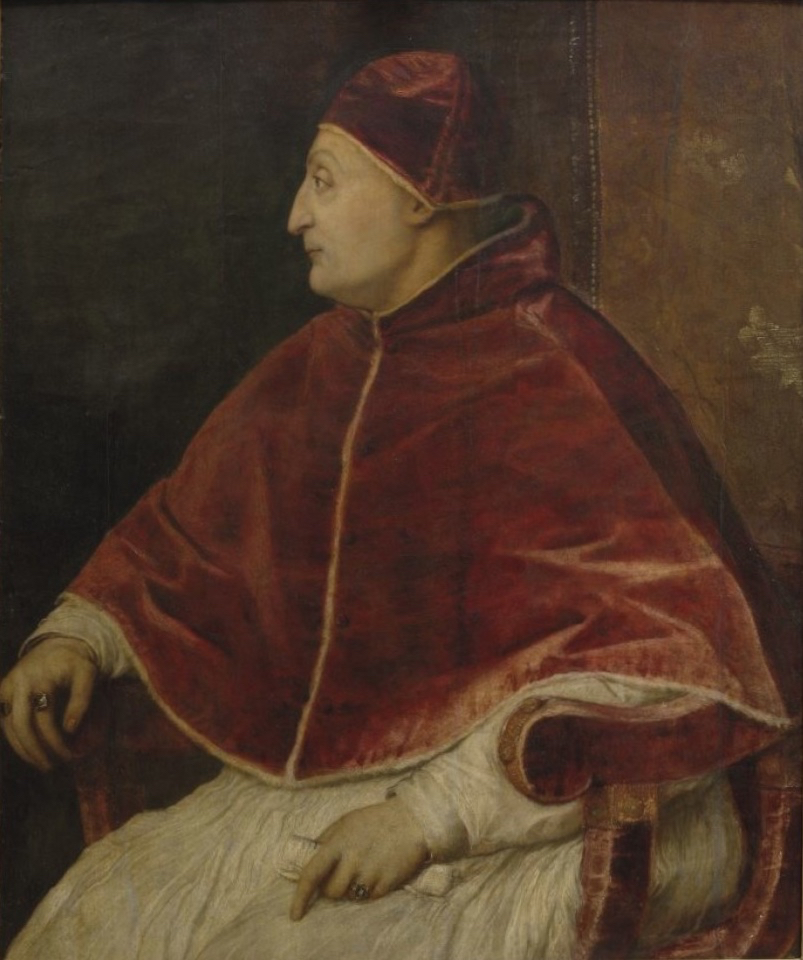
Papež Sixtus IV.

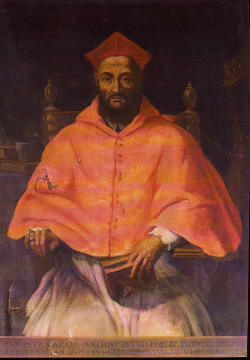
Papež Pavel IV.

V současné době jsou stále aktivní čtyři původně římskokatolické linie, přičemž naprostá většina z žijících katolických biskupů patří do linie Rebiba. Vedle níže uvedených čtyř latinských linií existuje celá řada dalších linií východních církví, do nichž patří i několik desítek římskokatolických biskupů (např. několik biskupů v Karibiku a v Nigérii patří do maronitské linie, kterou sem přinesl apoštolský nuncius Paul Fouad Tabet, patřil mezi ně i kardinál Kelvin Felix).
- Linie d'Estouteville (1440). Tato linie byla dříve označována jako linie della Rovere, podle papeže Sixta IV. (Francesco della Rovere). Dle pramenů byl Sixtus IV. vysvěcen kardinálem Guillaumem d'Estouteville z clunyjské kongregace. V této linii žije asi 50 biskupů včetně emeritního arcibiskupa z Tours Bernarda-Nicolase Aubertina, či pařížského arcibiskupa Laurenta Ulricha.

V prosinci 2016 patřilo do této linie pouze dvacet biskupů, ale zjistilo se, že Juan de la Fuente Yepes, biskup filipínské diecéze Nueva Segovia, byl vysvěcen v roce 1755 nikoli manilským arcibiskupem, který náležel k linii Rebiba, jak se to předpokládalo na základě dokumentu z roku 1753, ale Manuelem de Matose, biskupem z Nueva Cáceres, náležejícího k linii d'Estouteville. Toto odhalení mělo za následek přesunutí větve asi dvaceti sedmi žijících prelátů do linie d'Estouteville.
V lednu 2017 byla linie Ravizza začleněna do linie d'Estouteville, přestože dříve byla chápána jako samostatná linie. Jako hlava linie byl považován Francesco Ravizza apoštolský nuncius v Portugalsku, který později vysvětil kardinála Veríssima de Lencastre. Bylo zjištěno, že Francesco Ravizza přijal svěcení od kardinála Neriho Corsiniho, patřícího k linii d'Estouteville. K této linii byli začlenění další čtyři žijící biskupové: arcibiskup Paul Zingtung Grawng, biskupové Jean-Baptiste Kpiéle Somé, Raphaël Kusiélé Dabiré a Paul Eusebius Mea Kaiuea.
- Linie Rebiba (1541). Tato linie začíná Scipionem Rebibou, který byl zřejmě vysvěcen Pavlem IV. Scipione Rebiba byl vysvěcen na biskupa po jmenování pomocným biskupem v Chieti. Z tohoto důvodu se předpokládá, že byl vysvěcen chietským biskupem kardinálem Gianem Pietrem Carafou, který byl později zvolen papežem Pavlem IV. Kvůli chybějící dokumentaci není tato hypotéza potvrzena, a nelze s jistotou potvrdit jejich genealogickou vazbu.[6] Podle současných údajů je kardinál Rebiba společným předkem čtyř tisíc žijících biskupů a arcibiskupů[7] včetně dvou nedávných papežů Benedikta XVI. a Františka. Od doby Klementa XI. byli všichni papežové této linie. Do linie Rebiba byla také přičleněna tzv. polská větev nebo také uchaňská, ke které patří Pius XI. Tato linie byla považována za samostatnou a patřili do ní první dva zakladatelé arcibiskup Jakub Uchański a arcibiskup Stanisław Karnkowski. Později byl objeven hlavní světitel Wawrzyniecz Gembicki, který byl svěcen biskupem Claudiem Rangonim z linie Rebiba.[8]
- Linie von Bodman (1686). Biskup Johannes Wolfgang von Bodman, pomocný biskup z Kostnice je předkem linie, která má asi deset žijících prelátů, včetně Mons. Huberta Letenga.
- Linie de Bovet (1789). Monsignor François de Bovet, arcibiskup z Toulouse, je předkem linie s osmi živými preláty.

#### Zaniklé linie

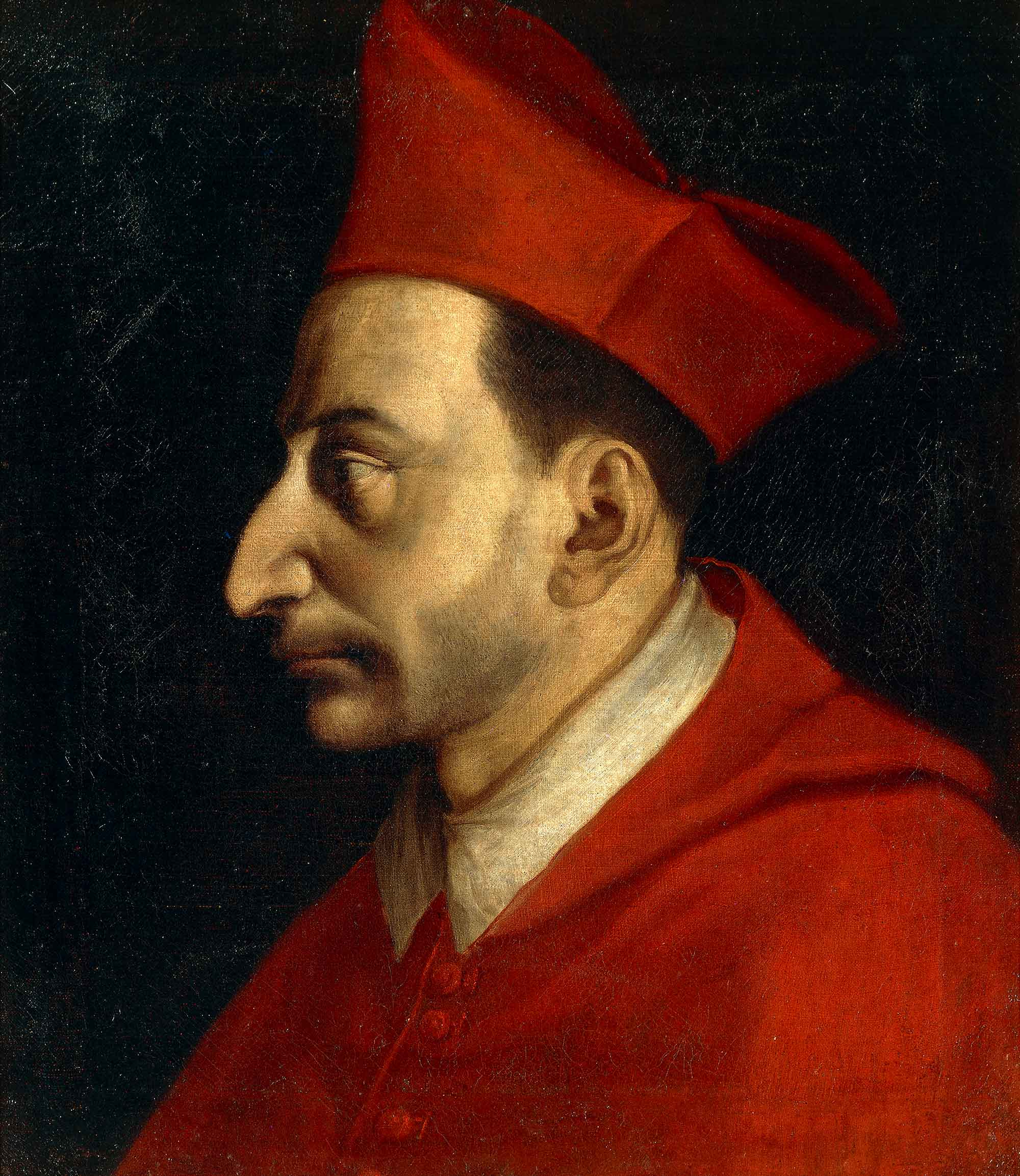
sv. Karel Boromejský

Jsou známy také zaniklé genealogické linie. Zde se uvádějí některé linie, ke kterým patřili papežové:
- Linie Corrario, podle občanského jména Řehoře XII., do této linie patřil Evžen IV.
- Linie Condulmer, ke které patrně patřil i Mikuláš V.
- Linie Tavera, ke které patřil Lev XI.
- Linie Veltri, ke kterému patřil Julius III.
- Linie Appelkern, ke které patřil Hadrián VI.
- Linie Lauro, ke kterému patřil Sixtus V.
- Linie Archinto, počínaje arcibiskupem Filippem Archintem, ke které patřili papežové Pius IV. a Inocenc XI. a též i kardinálové sv. Karel Boromejský a Francesco Maria Macchiavelli
- Linie Verallo, počínaje kardinálem Girolamem Verallem, ke které patřil Urban VII.
- Linie de Simone, ke které patřili Marcellus II. a Pavel IV.
- Linie Boncompagniho, podle občanského jména  Řehoře XIII.
- Linie Facchinetti de Nuce, podle občanského jména  Inocence IX.

### Linie papeže Františka
1. kardinál Scipione Rebiba † (1541)

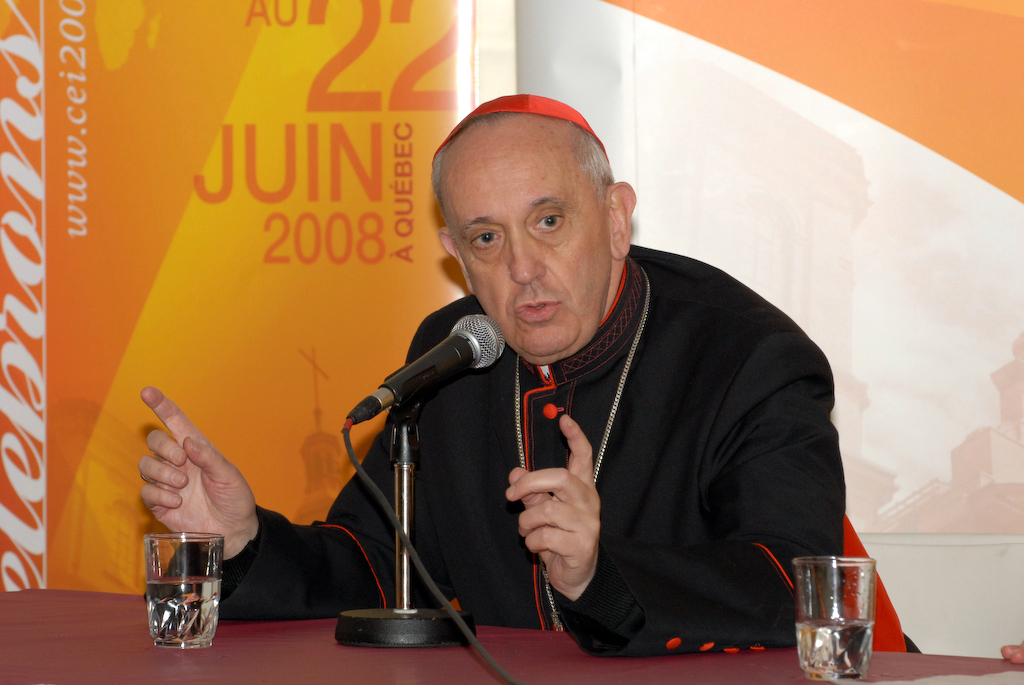
Papež František jako kardinál (2008).

2. kardinál Giulio Antonio Santori † (1566)
3. kardinál Girolamo Bernerio, O.P. † (1586)
4. arcibiskup Galeazzo Sanvitale † (1604)
5. kardinál Ludovico Ludovisi † (1621)
6. kardinál Luigi Caetani † (1622)
7. kardinál Ulderico Carpegna † (1630)
8. kardinál Paluzzo Paluzzi Altieri degli Albertoni † (1666)
9. papež Benedikt XIII. † (1675)
10. papež Benedikt XIV. † (1724)
11. papež Klement XIII. † (1743)
12. kardinál Bernardino Giraud † (1767)
13. kardinál Alessandro Mattei † (1777)
14. kardinál Pietro Francesco Galleffi † (1819)
15. kardinál Giacomo Filippo Fransoni † (1822)
16. kardinál Carlo Sacconi † (1851)
17. kardinál Edward Henry Howard † (1872)
18. kardinál Mariano Rampolla del Tindaro † (1882)
19. kardinál Antonio Vico † (1898)
20. arcibiskup Filippo Cortesi † (1921)
21. arcibiskup Zenobio Lorenzo Guilland † (1935)
22. biskup Anunciado Serafini † (1935)
23. kardinál Antonio Quarracino † (1962)
24. papež František (1992)